# 1980-as amerikai elnökválasztás
Az 1980-as amerikai elnökválasztás az Amerikai Egyesült Államok alkotmányának előírása szerint 1980. november 4-én, kedden zajlott. A Republikánus Párt jelöltje, Ronald Reagan földcsuszamlásszerű győzelmet aratott a Demokrata Párt jelöltje, Jimmy Carter hivatalban lévő elnök felett. 100 év alatt ez volt a második alkalom, hogy egy republikánus jelölt legyőzte a hivatalban lévő demokratát. A Reagan győzelmét követő konzervativizmus térhódításának köszönhetően egyes történészek úgy vélik, hogy a választás politikai átrendeződés volt, a republikánusok konzervatív mozgalmának csúcspontja, amely Barry Goldwater 1964-es elnökválasztási kampányával kezdődött.  
Carter népszerűtlensége és a demokrata vezetőkkel való rossz kapcsolatai párton belüli kihívást eredményezett Edward Kennedy szenátor részéről. Carter legyőzte Kennedyt a demokrata előválasztások többségében, de Kennedy versenyben maradt, amíg Cartert újra nem jelölték az 1980-as Demokrata Nemzeti Konvención. A republikánus előválasztásokon Reagant – aki korábban Kalifornia kormányzója volt – George H. W. Bush volt texasi képviselő, John B. Anderson illinoisi képviselő és több más jelölt hívta ki. Az előválasztás végére Reagan összes ellenfele kiesett és az 1980-as Republikánus Nemzeti Konvenció Reagan futótársává Busht választotta. Anderson független jelöltként indult a választáson és meggyőzte Patrick Lucey demokrata képviselőt, hogy legyen az alelnökjelöltje.
Reagan a védelmi kiadások növelése, az adók csökkentése, a dereguláció, a szabadkereskedelem és a kiegyensúlyozott költségvetés mellett kampányolt. Kampányát segítette a Carterrel szembeni demokrata elégedetlenség, az iráni túszdráma, valamint a magas munkanélküliséggel és inflációval jellemezhető romló hazai gazdaság. Carter veszélyes jobboldali szélsőségesként támadta Reagant és arra figyelmeztetett, hogy Reagan szétverné a társadalombiztosítást.
Reagan földcsuszamlásszerű győzelmet aratott, 489 elektori szavazatot és a szavazatok 50,7%-át kapta meg, 9,7%-os különbséggel verte meg ellenfelét. Reagan kapta a legtöbb elektori szavazatot, amit valaha nyert egy nem hivatalban lévő elnökjelölt. Az egyidejű kongresszusi választásokon a republikánusok 1955 óta először nyerték el a Szenátus irányítását. Carter nyerte a szavazatok 41%-át, de csak hat államot vitt magával. Anderson szavazatok 6,6%-át nyerte meg és a Reagannel elégedetlen liberális republikánus szavazók körében teljesített a legjobban. Reagan 69 éves korával 2016-ig ő volt a legidősebb személy, akit valaha elnökké választottak első ciklusra. Ez a legutóbbi elnökválasztás, ahol a hivatalban lévő demokrata elnöknek nem sikerült második ciklust nyernie.

## Háttér
Az 1970-es években az Egyesült Államok az alacsony gazdasági növekedés, a magas infláció és kamatlábak, valamint az időszakos energiaválságok borzasztó időszakán esett át. 1978 októberében Irán – az Egyesült Államok egyik legnagyobb olajszállítója – komoly felkelést élt át, amely súlyosan megrongálta olajinfrastruktúráját és jelentősen gyengítette olajtermelési képességét. 1979 januárjában – nem sokkal azután, hogy Irán uralkodóját, Mohammad Reza Pahlavi sahot a felkelők megbuktatták és elűzték az országból – Ruholláh Homeini ajatollah iráni ellenzéki vezető személyiség véget vetett 14 évnyi franciaországi száműzetésének és visszatért Iránba, hogy létrehozza az Iráni Iszlám Köztársaságot, amely nagyrészt ellenséges az amerikai érdekekkel és befolyással az országban. 1979 tavaszán és nyarán az infláció emelkedett és az Egyesült Államok különböző részein energiahiány alakult ki.
Cartert széles körben hibáztatták az olajválság 1979-es visszatérése miatt. Sokan arra számítottak, hogy a meggyilkolt John F. Kennedy volt elnök öccse, Edward Kennedy szenátor sikeresen kihívja Cartert a közelgő demokrata előválasztáson. Kennedy hivatalos bejelentését 1979 november elejére tűzték ki. Kennedy következtetetlen választ adott arra a kérdésre, hogy miért indul és a közvélemény kutatások, melyek augusztusban azt mutatták, hogy Kennedy 58-25-re vezet, novemberre már csak 49-39-re vezetett.
Eközben Carter egy lehetőséget kapott a politikai megváltásra, amikor a Homeini-rezsim hívei megrohamozták a teheráni amerikai nagykövetséget és 63 amerikai állampolgárt ejtettek foglyul 1979. november 4-én. 1980. április 25-én Carter azon kísérlete, hogy az iráni túszdráma segítségével visszaszerezze népszerűségét azzal, hogy katonai akcióval kiszabadítja a túszokat fogságukból, visszafelé sült el, amikor nyolc amerikai katona meghalt. A sikertelen mentési kísérlet népszerűségének nagy részébe került és további kételyeket váltott ki vezetői képessége iránt.
A sikertelen mentési kísérlet után Homeini hívei Iránban amerikai zászlókat égettek és Amerika-ellenes szlogeneket skandáltak, nyilvánosan felvonultatták az elfogott amerikai túszokat és elégették Carter képmását. Carter kritikusai alkalmatlan vezetőnek tekintették, aki nem tudta megoldani az otthon súlyosbodó gazdasági problémákat. Támogatói azonban úgy védték az elnököt, mint egy tisztességes, jó szándékú embert, akit igazságtalanul bíráltak az évek óta fokozódó problémák miatt.
Egy másik esemény, amely polarizálta a választókat, az Egyesült Államok vezette 1980-as nyári olimpia bojkottja volt. Röviddel a Szovjetunió 1979 decemberi afganisztáni inváziója után Carter követelte a szovjet csapatok kivonulását Afganisztánból, különben az Egyesült Államok bojkottálja az 1980-as nyári olimpiát, amelyet Moszkvában rendeznek. A Szovjetunió azonban nem vonult ki (tíz évig). Carter álláspontja ellentmondásos volt. Mivel sok szövetséges ország csatlakozott az Egyesült Államok bojkottjához, a versenyszellem és a kampányi ellenségeskedés – amely a legtöbb elnökválasztási kampányévben jellemző volt – hiányzott és a sajtónak több ideje jutott a nemzeti és nemzetközi viszályokkal foglalkozni. Erre válaszként a négy évvel későbbi 1984-es nyári olimpiát, melyet Los Angelesben tartottak, a szovjet blokk országai bojkottálták.

## Jelölések

### Republikánus Párt
| A Republikánus Párt jelöltjei, 1980     |                                   |
| Ronald Reagan                           | George H. W. Bush                 |
| elnökjelölt                             | alelnökjelölt                     |
|                                         |                                   |
| Kalifornia volt kormányzója (1967–1975) | A CIA volt igazgatója (1976–1977) |

Ronald Reagan volt a legesélyesebb jelölt pártja elnökjelöltségéért, miután négy évvel korábban majdnem legyőzte Gerald Ford hivatalban lévő elnököt az elnökjelöltségért folyó küzdelemben. Reagan már korán vezette az előválasztásokat és számos vetélytársa kiesett a versenyből. Számára legnagyobb kihívást George H. W. Bush jelentette, miután legyőzte Reagant a pennsylvaniai és michigani előválasztáson, de ez nem volt elég a győzelemhez. Reagan júliusban a Republikánus Nemzeti Konvención – melyet Detroitban tartottak – már az első fordulóban megnyerte a jelölést és fő riválisát, Busht választotta alelnökjelöltjének.   
| Elnökjelölt       | Szavazat szám      |
| Ronald Reagan     | 7 709 793 (59,79%) |
| George H. W. Bush | 3 070 033 (23,81%) |
| John B. Anderson  | 1 572 174 (12,19%) |
| Howard Baker      | 181 153 (1,41%)    |
| Phil Crane        | 97 793 (0,76%)     |
| John Connally     | 82 625 (0,64%)     |
| Ben Fernandez     | 25 520 (0,20%)     |
| Harold Stassen    | 25 425 (0,20%)     |
| Bob Dole          | 7 204 (0,06%)      |
| ----------------- | ------------------ |

### Demokrata Párt
| A Demokrata Párt jelöltjei, 1980       |                                          |
| Jimmy Carter                           | Walter Mondale                           |
| elnökjelölt                            | alelnökjelölt                            |
|                                        |                                          |
| Az Egyesült Államok elnöke (1977–1981) | Az Egyesült Államok alelnöke (1977–1981) |

A három fő demokrata jelölt 1980 elején Jimmy Carter elnök, Edward Kennedy szenátor és Jerry Brown kaliforniai kormányzó voltak. Brown április 2-án visszalépett a versenytől. Carter és Kennedy 34 előválasztáson vett részt.
1980 nyarán egy rövid életű mozgalom jött létre Edmund Muskie külügyminiszterért, a párt 1968-as alelnökjelöltjéért, aki a közvélemény-kutatások szerint sokkal népszerűbb volt Kennedynél és sokkal alkalmasabb lett volna Cartert kihívni. A Carterhez való politikai hűsége miatt azonban meghátrált a viszálykodástól. „Elfogadtam a külügyminiszteri kinevezést az ország szolgálatára és az elnök szolgálatára. Továbbra is az elnököt szolgálom és végig támogatni fogom” – jelentette ki Muskie.
Miután 34 előválasztásból 24-ben legyőzte Kennedyt, Carter augusztusban belépett a New York-i Demokrata Nemzeti Konvencióba, ahol a küldöttek 60%-ának ígéretét kapta meg az első fordulóban, hogy rá fognak szavazni. Kennedy ennek ellenére sem volt hajlandó kiszállni a versenyből. Miután Kennedy hiábavaló kísérletet tett arra, hogy a küldötteket megszabadítsa az első szavazáson tett ígéretükről, Cartert 2129 szavazattal újra jelölték, ellenben Kennedy 1146 szavazatával. Walter Mondale alelnököt is újra jelölték. Elfogadó beszédében Carter arra figyelmeztetett, hogy Reagan konzervativizmusa fenyegetést jelent a világbékére és a progresszív szociális jóléti programokra a New Dealtől a Nagyszerű Társadalomig. 
| Elnökjelölt     | Szavazat szám       |
| Jimmy Carter    | 10 043 016 (51,13%) |
| Edward Kennedy  | 7 381 693 (37,58%)  |
| Jerry Brown     | 575 296 (2,93%)     |
| Lyndon LaRouche | 177 784 (0,91%)     |
| Richard B. Kay  | 48 061 (0,25%)      |
| Cliff Finch     | 48 032 (0,25%)      |
| --------------- | ------------------- |

### Más jelöltek
John B. Anderson vereséget szenvedett a republikánus előválasztáson, de független jelöltként indult az elnökválasztáson. Liberális republikánusként Reagan konzervativizmusa ellen kampányolt. Anderson kampánya elsősorban a republikánus és demokrata hátterű Carter-ellenes szavazókat vonzotta. A választáson 5,7 millió szavazattal a harmadik helyen végzett. Futótársa a demokrata Patrick Lucey, Wisconsin korábbi kormányzója, majd Carter elnök által kinevezett mexikói nagykövet volt.
A Libertárius Párt Ed Clarkot elnöknek, David Kochot pedig alelnöknek jelölte. Közel egymillió szavazatot kaptak és mind az 50 államban megjelentek a szavazólapon. A Libertárius Párt volt az egyetlen olyan politikai párt 1980-ban, amely a homoszexuális férfiak és nők egyenjogúságát szorgalmazta és kifejezetten kiállt az „amnesztia” mellett minden illegális nem állampolgár számára. Clark hangsúlyozta, hogy támogatja a kábítószer elleni háború befejezését. A Clark-Koch jegyre 921 128 szavazat érkezett, ezzel a negyedik helyen végeztek. Ez volt 2012-ig a legmagasabb szavazatszám, amit egy libertárius jelölt kapott. Clark legerősebb támogatása Alaszkából érkezett, ahol a szavazatok 11,7%-ával a harmadik helyen végzett, megelőzve Anderson független jelöltet.
A Szocialista Párt David McReynolds-t jelölte elnöknek és Diane Drufenbrock nővért pedig alelnöknek, így McReynolds lett az első nyíltan meleg férfi, Drufenbrock pedig az első apáca, aki indult az elnökválasztáson.

## A választás

### Kampány
A szövetségi választási törvények alapján Carter és Reagan egyenként 29,4 millió dollárt, Anderson pedig 18,5 millió dollárt kapott kampányra. Carter és Reagan 15 milliót, Anderson pedig 2 milliót költött televíziós reklámokra. A jelöltek végül a kapott pénz mindegyikét elköltötték.  
Az 1980-as választást egyesek politikai átrendeződésnek tekintik. Reagant támogatói dicsérték, amiért derűs optimizmussal kampányolt. David Frum szerint Carter „kétségbeesésen és pesszimizmuson” alapuló támadásos kampányt folytatott, amely a „választásba került neki”. Carter béketeremtőként hangsúlyozta magát és azt mondta, hogy Reagan megválasztása veszélyeztetné a polgári jogokat és a szociális programokat, amelyek a New Deal-ig nyúlnak vissza. Reagan kiállt a béke fontossága mellett.
Közvetlenül az előválasztás befejezése után a közvélemény-kutatások szerint Reagan előrébb járt, a szavazók 58%-át zaklatta fel Carter elnöksége. Mind a három vezető jelölt vallásos keresztény volt és a felmérések alapján Carter az evangélikus keresztények közül a legtöbb támogatást élvezi. Azonban végül a választáson Reagan kapta meg a fehér evangélikus szavazatok kétharmadát, mely győzelem sokak szerint Jerry Falwell lobbicsoportjának volt köszönhető. Carter szerint: „azon az ősszel egy Jerry Falwell vezette csoport 10 millió dollárt fizetett azért, hogy engem déli árulónak és nem kereszténynek minősítsenek a déli rádióban és a tévés reklámokban.”
Az 1980-as választások kulcsfontosságú fordulópontot jelentenek az amerikai politikában. Reagan konzervatívként elért sikere a pártok átrendeződését indította el, mivel a liberális republikánusok és a konzervatív demokraták nagy része vagy kilépett a politikából vagy disszidáltak a másik pártba. Míg Barry Goldwater 1964-es kampánya során a túl nagyhatalmú kormányra vonatkozó figyelmeztetéseivel a szavazók csak 30%-a értett egyet, 1980-ra az amerikaiak többsége úgy vélte, hogy a kormánynak túl nagy hatalom van a kezében.

#### Ígéretek
Reagan megígérte, hogy helyreállítja az ország katonai erejét, ugyanakkor a megkérdezett amerikaiak 60%-a úgy érezte, hogy a védelmi kiadások túl alacsonyak. Reagan arra is ígéretet tett, hogy a kínálat-oldali gazdaságpolitika alkalmazásával helyre fogja állítani a gazdaságot. Három éven belüli kiegyensúlyozott költségvetést ígért, ami szerinte az infláció végének a kezdete lesz.
A nők jogainak kérdésében nagy volt a megosztottság. Bár Carter támogatta az Egyenlő Jogok Módosítását (ERA), azonban sok feminista csalódott benne. A republikánus feministák és feministaellenesek közötti elkeseredett konvenciós harc után a Republikánus Párt visszavonta az ERA negyvenéves támogatását. Reagan azonban bejelentette elkötelezettségét a nők jogai iránt és azt a szándékát, hogy megválasztása esetén nőket nevezzen ki kabinetjébe és az első női bírót a Legfelsőbb Bíróságba. Ígéretet tett arra is, hogy mind az 50 állam kormányzójával együtt fog működni a nőkkel szembeni hátrányos megkülönböztetés elleni küzdelemben. Reagan meg volt győződve arról, hogy jelölési elfogadó beszédében támogatja a nők jogait.
Cartert saját támogatói is bírálták amiatt, hogy nem volt nagy terve a gazdaság helyreállítására és soha nem tett kampányígéreteket. Gyakran kritizálta Reagan gazdaságfellendítési terveit, de válaszul nem hozott létre sajátot.

#### Események

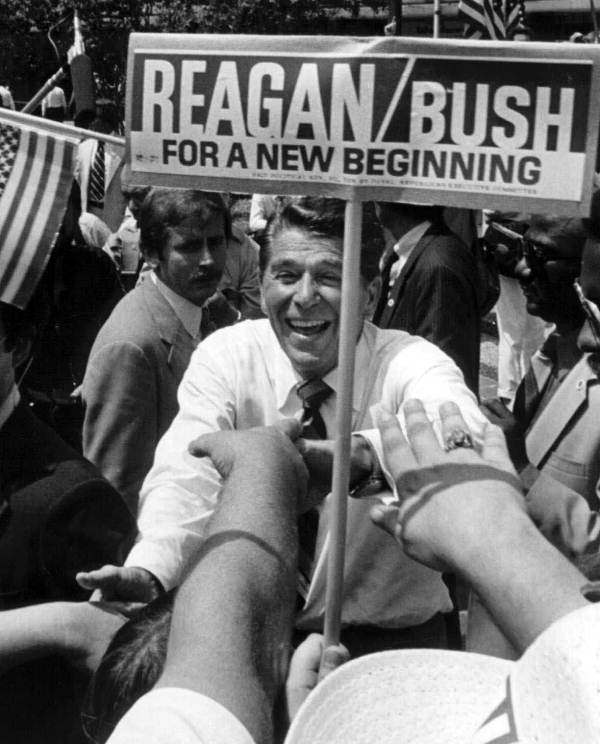
Reagan Floridában kampányol

Augusztusban, miután véget ért a Republikánus Nemzeti Konvenció, Ronald Reagan kampánybeszédet tartott a mississippi Neshoba megye Philadelphia nevű városában, ahol három polgárjogi dolgozót meggyilkoltak 1964-ben. Reagan kijelentette, hogy az olyan programokat, mint például az oktatást vissza kell fordítani az államoknak és a helyi közösségeknek az adóforrásokkal együtt, hogy finanszírozni tudják. Jelentősen támogatta az államok jogait. Kijelentette: „Úgy vélem, hogy eltorzítottuk kormányunk mai egyensúlyát azáltal, hogy az alkotmányban soha nem szándékolt hatásköröket adtunk ennek a szövetségi intézménynek.” Hozzátette, hogy visszaállítja az államoknak és a helyi önkormányzatoknak azt a hatalmat, amely megfelelően az övék. Carter elnök bírálta Reagant, amiért „gyűlöletet és rasszizmust” keltett az olyan kódszavak újjászületésével, mint az „államok jogai”.
Két nappal később Reagan egy országos polgárjogi szervezet székhelyén és gyűlésén jelent meg New Yorkban, ahol ezt mondta: „Elkötelezett vagyok a fekete amerikaiak polgári jogainak védelme és érvényesítése iránt. Ez a kötelezettségvállalás belefűződik az általam javasolt tervek minden szakaszába.”

Reagan Indianában kampányol

Amikor Carter elindította választási kampányát Tuscumbiában, Reagan – utalva a Dél-Egyesült Államok egészére – azt állította, hogy Carter a Ku Klux Klan szülőhelyén kezdte meg kampányát. Ezt sokan úgy értelmezték, mintha azt sugallaná, hogy a KKK az egész délet képviseli, ami miatt sok déli kormányzó elítélte Reagan megjegyzéseit. Ezenkívül Reagant a demokraták széles körben kigúnyolták, amiért azt mondta, hogy a fák szennyezést okoznak. Később azt mondta, hogy csak bizonyos típusú szennyezésre gondolt és megjegyzéseit rosszul idézték.
Eközben Cartert továbbra is terhelte a gyenge gazdaság és az iráni túszdráma. Az infláció, a magas kamatlábak és a munkanélküliség a kampány alatt is jelen volt. John Anderson független jelölt és támogatói – akiknek célja a liberálisok támogatásának megszerzése volt – úgy döntöttek, hogy inkább Cartert támadják jobban, mint Reagant, különösen a hosszú ideje megbízhatóan demokratára szavazó államokban, mint Massachusettsben és New Yorkban.  

### Viták
| Időpont                        | Helyszín                    | Város     | Moderátor       | Résztvevők                  | Nézettség (millió fő) |
| ------------------------------ | --------------------------- | --------- | --------------- | --------------------------- | --------------------- |
| Vasárnap, 1980. szeptember 21. | Baltimore Convention Center | Baltimore | Bill Moyers     | Ronald Reagan John Anderson | nincs                 |
| Kedd, 1980. október 28.        | Public Auditorium           | Cleveland | Howard K. Smith | Ronald Reagan Jimmy Carter  | 80,6                  |

1960 óta 1976-ban tartottak először elnökjelölti vitát, amelyen Carter részt vett és Gerald Ford akkori elnökkel vitázott. Bejelentették, hogy 1979 tavaszára újabb vitát terveznek, Carter azonban nem volt hajlandó részt venni semmilyen vitában. Többször is visszautasította, hogy vitába keveredjen Edward Kennedy szenátorral az előválasztáson.
Az 1976-oshoz hasonló vitanaptárt jelentettek be, három elnökjelölti és egy alelnökjelölti vitát. Senkinek nem volt problémája ezzel, amíg be nem jelentették, hogy John B. Anderson képviselőt és független jelöltet is meghívják Carterrel és Reagannel együtt. Carter határozottan elutasította, hogy Andersonnal együtt részt vegyen, Reagan pedig nem volt hajlandó nélküle vitázni. A vitát 1980. szeptember 21-én tartották a baltimore-i Kongresszusi Központban. Carter megtagadta a vitán való részvételt, Reagan pedig erre azt reagálta, hogy Carter tudja, hogy nem tud nyerni vitát, akkor sem, ha azt a Fehér Ház Rózsakertjében közigazgatási tisztviselők közönsége előtt tartják és a Fehér Ház szóvivője, Jody Powell teszi fel a kérdéseket, aki az elnökkel szoros kapcsolatban állt. A vita szervezői megígérték a Reagan-kampánynak, hogy a vitaszínpadon egy üres szék lesz, amely az eltűnt elnököt képviseli. Carter nagyon feldúlt volt a tervezett székmutatvány miatt és az utolsó pillanatban sikerült meggyőznie a szervezőket, hogy vegyék ki az üres széket. A vitán Anderson elmulasztotta a Reagannel való társadalmi nézeteltéréseiket és a kínálati gazdaságpolitikát szóba hozni. Anderson ehelyett azzal kezdte, hogy kritizálta Cartert: „Reagan kormányzó nem felelős azért, ami az elmúlt négy évben történt és én sem. Az a férfi, akinek ma este itt kellene lennie, hogy reagáljon ezekre a vádakra, úgy döntött, hogy nem vesz részt rajta.”, amihez Reagan hozzátette: „Szégyen, hogy csak ketten vagyunk itt vitatkozni, mert ketten, akik itt vagyunk, jobban egyetértünk.” A vita egyik pillanatában Reagan kommentálta azt a pletykát, miszerint Anderson meghívta Edward Kennedy szenátort, hogy legyen a futótársa, közvetlenül azt kérdezve: „John, tényleg jobban örülne Ted Kennedynek?”
Ahogy szeptember októberre fordult, a helyzet lényegében változatlan maradt. Reagan ragaszkodott egy hármas vitához, míg Carter ezt kitartóan ellenezte. Ahogy a patthelyzet folytatódott, a második vitát törölték, csakúgy, mint az alelnöki vitát.
Két héttel a választások előtt a Reagan-kampány úgy döntött, hogy a legjobb dolog abban a pillanatban az lenne, ha elfogadnák Carter összes követelését, beleértve azt is, hogy Anderson ne szerepeljen. A vitaszervezők bele is egyeztek abba, hogy kizárják Anderson képviselőt a végső vitából, amelyet október 28-ra terveztek Clevelandban.
A Carter és Reagan közötti vitát Howard K. Smith moderálta. A vita témái között szerepelt az iráni túszdráma, valamint a nukleáris fegyverkezési szerződések. Carter kampánya Reagant háborúpártiként és veszélyes jobboldali radikálisként akarta ábrázolni. De Carter elnök utalása 12 éves lányával, Amyvel a nukleáris fegyverekkel kapcsolatos politikáról folytatott konzultációjáról sértette népszerűségét. Ez az utalás a vita utáni elemzések és a késő esti televíziós viccek központjába került. Carter azt mondta, megkérdezte Amyt, hogy mi a legfontosabb kérdés a választáson és azt mondta, hogy a „nukleáris fegyverek ellenőrzése”. Reagan földcsuszamlásszerű győzelme után egy nappal egy híressé vált politikai karikatúra jelent meg, amely azt mutatta, hogy Amy Carter apja, Jimmy ölében ül és vállat vonva ezt kérdezi tőle: „A gazdaság? A túszdráma?”
Az 1 billió dollárhoz közelítő államadósság leírásában Reagan kijelentette, hogy „egy milliárd ezer millió, egy billió pedig ezermilliárd”. Amikor Carter kritizálta Reagan kampánybeszédjeinek tartalmát, Reagan a következő szavakkal reagált: „Nos… nem tudom, hogy ezt mondtam -e. Tényleg nem.”
Záróbeszédében Reagan kérdéseket tett fel a nézőknek: „Most jobban jár, mint négy évvel ezelőtt? Könnyebb boltba mennie és vásárolnia, mint négy évvel ezelőtt? Több vagy kevesebb munkanélküliség van, mint négy évvel ezelőtt? Amerika olyan tiszteletnek örvend az egész világon, mint korábban? Úgy érzi, hogy biztonságunk ugyanolyan, olyan erősek vagyunk, mint négy évvel ezelőtt? És ha ezekre a kérdésekre igennel válaszol, akkor szerintem nagyon is nyilvánvaló, hogy kire fog szavazni. Ha nem, akkor van másik választás.”

### Eredmények
A választást 1980. november 4-én tartották. Reagan és Bush közel 10 százalékponttal verte meg Cartert a voksoláson. A republikánusok 1952 óta először szerezték meg a Szenátus irányítását. Az elektori kollégiumban Reagan földcsuszamlásszerű győzelmet aratott, 489 elektort és 44 állam szavazatát, míg Carter csak 49 elektort és hat állam szavazatát kapta meg. Az NBC News 20:15-kor nyilvánította Reagant győztesnek, mielőtt nyugaton befejezték volna a szavazást. Carter 21:50-kor elismerte a vereséget. 1932 óta Carter veresége volt a legrosszabb teljesítmény a hivatalban lévő elnök részéről és 1912 óta 49 szavazatával a legkevesebb elektort kapta, amit egy hivatalban lévő elnök szerzett. Carter volt az első demokrata hivatalban lévő elnök Martin Van Buren óta, aki egy teljes ciklust töltött be és újraválasztásra törekedett, de elveszítette.  
Carter csak Georgiát (hazáját), Marylandot, Minnesotát (Mondale szülőhazáját), Hawaiit, Nyugat -Virginiát, Rhode Islandot és a Columbia körzetet vitte magával.
John Anderson a szavazatok 6,6%-át szerezte meg, de elektori szavazatot nem kapott. Ő kapta a legtöbb támogatást Új-Angliában, melyek a liberális és mérsékelt republikánusoktól, akik Reagannel nem voltak megelégedve és a Carter-kormánnyal elégedetlen demokratáktól. Legjobban Massachusettsben szerepelt, ahol a szavazatok 15%-át szerezte meg. Ezzel szemben Délen teljesített a legrosszabbul, Dél-Karolinában, Louisianában, Alabamában és Mississippiben csak a szavazatok 2%-át szerezte meg. Anderson azt állította, hogy olyan szavazatokat kapott, amelyek egyébként Carterre szavaztak volna. A megkérdezett Anderson-szavazók nagy része azonban Reaganre szavazott volna másodikként.
A Libertárius Párt jelöltje, Ed Clark 921 299 szavazatot kapott (1,06%). A libertáriusoknak sikerült elérniük, hogy Clark mind az ötven államban és Columbia kerületben is megjelenjen a szavazólapon. Clark Alaszkában szerepelt a legjobban, ahol a szavazatok 11,66%-át kapta meg. A Clark-Koch jegy által elért 921 299 szavazat a libertárius elnökjelölt legjobb teljesítménye volt 2012-ig.
Reagan az elektori szavazatok 90,9%-át szerezte meg, a következő 1984-es elnökválasztáson pedig még nagyobb győzelmet aratott. Ez az utolsó alkalom, hogy egy republikánus úgy nyerte meg az elnöki posztot, hogy nem vitte magával Georgiát. Massachusetts 1956 óta először szavazott republikánus jelöltre.
Reagan 69 éves korával a legidősebb nem hivatalban lévő elnökjelölt lett, aki megnyerte az elnökválasztást. Harminchat évvel később, 2016-ban ezt a rekordot a 70 éves Donald Trump is megdöntötte. Ezt követően 2020-ban a 77 éves Joe Biden ismét felülmúlta. 
| Elnökjelölt                   | Párt                          | Állam                         | Szavazatok                    | Szavazatok                    | Elektor szavazat | Futótárs                      | Futótárs   |
| Elnökjelölt                   | Párt                          | Állam                         | Szavazat szám                 | Százalék                      | Elektor szavazat | Alelnökjelölt                 | Állam      |
| ----------------------------- | ----------------------------- | ----------------------------- | ----------------------------- | ----------------------------- | ---------------- | ----------------------------- | ---------- |
| Ronald Wilson Reagan          | Republikánus Párt             | Kalifornia                    | 43 903 230                    | 50,75%                        | 489              | George Herbert Walker Bush    | Texas      |
| James Earl Carter             | Demokrata Párt                | Georgia                       | 35 480 115                    | 41,01%                        | 49               | Walter Frederick Mondale      | Minnesota  |
| John Bayard Anderson          | független                     | Illinois                      | 5 719 850                     | 6,61%                         | 0                | Patrick Joseph Lucey          | Wisconsin  |
| Edward E. Clark               | Libertárius Párt              | Kalifornia                    | 921 128                       | 1,06%                         | 0                | David Hamilton Koch           | Kansas     |
| Barry Commoner                | Polgári Párt                  | Missouri                      | 233 052                       | 0,27%                         | 0                | LaDonna Vita Tabbytite Harris | Oklahoma   |
| Gus Hall                      | Kommunista Párt               | New York                      | 44 933                        | 0,05%                         | 0                | Angela Yvonne Davis           | Kalifornia |
| John Richard Rarick           | Amerikai Független Párt       | Louisiana                     | 40 906                        | 0,05%                         | 0                | Eileen Shearer                | Kalifornia |
| Clifton DeBerry               | Szocialista Munkások Pártja   | Kalifornia                    | 38 738                        | 0,04%                         | 0                | Matilde Zimmermann            | New York   |
| Ellen Cullen McCormack        | Az Élethez való Jog Pártja    | New York                      | 32 320                        | 0,04%                         | 0                | Carroll Driscoll              | New Jersey |
| Maureen Smith                 | Béke és Szabadság Párt        | Kalifornia                    | 18 116                        | 0,02%                         | 0                | Elizabeth Cervantes Barron    | Kalifornia |
| Egyéb                         | Egyéb                         | Egyéb                         | 77 290                        | 0,09%                         | 0                |                               |            |
| Teljes                        | Teljes                        | Teljes                        | 86 509 678                    | 100%                          | 538              |                               |            |
| Ennyi szükséges a győzelemhez | Ennyi szükséges a győzelemhez | Ennyi szükséges a győzelemhez | Ennyi szükséges a győzelemhez | Ennyi szükséges a győzelemhez | 270              |                               |            |

### Eredmények államonként
| Reagan/Bush    |
| Carter/Mondale |

|                   |           | Zászló | Ronald Reagan Republikánus | Ronald Reagan Republikánus | Ronald Reagan Republikánus | Jimmy Carter Demokrata | Jimmy Carter Demokrata | Jimmy Carter Demokrata | John Anderson Független | John Anderson Független | John Anderson Független | Ed Clark Libertárius | Ed Clark Libertárius | Ed Clark Libertárius | Teljes    |
| Állam             | elektorok | Zászló | #                          | %                          | elektorok                  | #                      | %                      | elektorok              | #                       | %                       | elektorok               | #                    | %                    | elektorok            | #         |
| ----------------- | --------- | ------ | -------------------------- | -------------------------- | -------------------------- | ---------------------- | ---------------------- | ---------------------- | ----------------------- | ----------------------- | ----------------------- | -------------------- | -------------------- | -------------------- | --------- |
| Alabama           | 9         |        | 654 192                    | 48,75                      | 9                          | 636 730                | 47,45                  | -                      | 16 481                  | 1,23                    | -                       | 13 318               | 0,99                 | -                    | 1 341 929 |
| Alaszka           | 3         |        | 86 112                     | 54,35                      | 3                          | 41 842                 | 26,41                  | -                      | 11 155                  | 7,04                    | -                       | 18 479               | 11,66                | -                    | 158 445   |
| Arizona           | 6         |        | 529 688                    | 60,61                      | 6                          | 246 843                | 28,24                  | -                      | 76 952                  | 8,81                    | -                       | 18 784               | 2,15                 | -                    | 873 945   |
| Arkansas          | 6         |        | 403 164                    | 48,13                      | 6                          | 398 041                | 47,52                  | -                      | 22 468                  | 2,68                    | -                       | 8 970                | 1,07                 | -                    | 837 582   |
| Colorado          | 7         |        | 652 264                    | 55,07                      | 7                          | 367 973                | 31,07                  | -                      | 130 633                 | 11,03                   | -                       | 25 744               | 2,17                 | -                    | 1 184 415 |
| Connecticut       | 8         |        | 677 210                    | 48,16                      | 8                          | 541 732                | 38,52                  | -                      | 171 807                 | 12,22                   | -                       | 8 570                | 0,61                 | -                    | 1 406 285 |
| Delaware          | 3         |        | 111 252                    | 47,21                      | 3                          | 105 754                | 44,87                  | -                      | 16 288                  | 6,91                    | -                       | 1 974                | 0,84                 | -                    | 235 668   |
| Dél-Dakota        | 4         |        | 198 343                    | 60,53                      | 4                          | 103 855                | 31,69                  | -                      | 21 431                  | 6,54                    | -                       | 3 824                | 1,17                 | -                    | 327 703   |
| Dél-Karolina      | 8         |        | 441 207                    | 49,57                      | 8                          | 427 560                | 48,04                  | -                      | 14 150                  | 1,59                    | -                       | 4 975                | 0,56                 | -                    | 890 083   |
| Észak-Dakota      | 3         |        | 193 695                    | 64,23                      | 3                          | 79 189                 | 26,26                  | -                      | 23 640                  | 7,84                    | -                       | 3 743                | 1,24                 | -                    | 301 545   |
| Észak-Karolina    | 13        |        | 915 018                    | 49,30                      | 13                         | 875 635                | 47,18                  | -                      | 52 800                  | 2,85                    | -                       | 9 677                | 0,52                 | -                    | 1 855 833 |
| Florida           | 17        |        | 2 046 951                  | 55,52                      | 17                         | 1 419 475              | 38,50                  | -                      | 189 692                 | 5,14                    | -                       | 30 524               | 0,83                 | -                    | 3 687 026 |
| Georgia           | 12        |        | 654 168                    | 40,95                      | -                          | 890 733                | 55,76                  | 12                     | 36 055                  | 2,26                    | -                       | 15 627               | 0,98                 | -                    | 1 597 467 |
| Hawaii            | 4         |        | 130 112                    | 42,90                      | -                          | 135 879                | 44,80                  | 4                      | 32 021                  | 10,56                   | -                       | 3 269                | 1,08                 | -                    | 303 287   |
| Idaho             | 4         |        | 290 699                    | 66,46                      | 4                          | 110 192                | 25,19                  | -                      | 27 058                  | 6,19                    | -                       | 8 425                | 1,93                 | -                    | 437 431   |
| Illinois          | 26        |        | 2 358 049                  | 49,65                      | 26                         | 1 981 413              | 41,72                  | -                      | 346 754                 | 7,30                    | -                       | 38 939               | 0,82                 | -                    | 4 749 721 |
| Indiana           | 13        |        | 1 255 656                  | 56,01                      | 13                         | 844 197                | 37,65                  | -                      | 111 639                 | 4,98                    | -                       | 19 627               | 0,88                 | -                    | 2 242 033 |
| Iowa              | 8         |        | 676 026                    | 51,31                      | 8                          | 508 672                | 38,60                  | -                      | 115 633                 | 8,78                    | -                       | 13 123               | 1,00                 | -                    | 1 317 661 |
| Kalifornia        | 45        |        | 4 524 858                  | 52,69                      | 45                         | 3 083 661              | 35,91                  | -                      | 739 833                 | 8,62                    | -                       | 148 434              | 1,73                 | -                    | 8 587 063 |
| Kansas            | 7         |        | 566 812                    | 57,85                      | 7                          | 326 150                | 33,29                  | -                      | 68 231                  | 6,96                    | -                       | 14 470               | 1,48                 | -                    | 979 795   |
| Kentucky          | 9         |        | 635 274                    | 49,07                      | 9                          | 616 417                | 47,61                  | -                      | 31 127                  | 2,40                    | -                       | 5 531                | 0,43                 | -                    | 1 294 627 |
| Kolumbia Kerület  | 3         |        | 23 313                     | 13,41                      | -                          | 130 231                | 74,89                  | 3                      | 16 131                  | 9,28                    | -                       | 1 104                | 0,63                 | -                    | 173 889   |
| Louisiana         | 10        |        | 792 853                    | 51,20                      | 10                         | 708 453                | 45,75                  | -                      | 26 345                  | 1,70                    | -                       | 8 240                | 0,53                 | -                    | 1 548 591 |
| Maine             | 2         |        | 238 522                    | 45,61                      | 2                          | 220 974                | 42,25                  | -                      | 53 327                  | 10,20                   | -                       | 5 119                | 0,98                 | -                    | 523 011   |
| Maine 1-es körzet | 1         |        | 126 274                    | 45,96                      | 1                          | 117 613                | 42,80                  | –                      | 30,889                  | 11,24                   | –                       | Ismeretlen           | Ismeretlen           | –                    | 274 776   |
| Maine 2-es körzet | 1         |        | 112 248                    | 47,15                      | 1                          | 103 361                | 43,42                  | –                      | 22 438                  | 9 43                    | –                       | Ismeretlen           | Ismeretlen           | –                    | 238 047   |
| Maryland          | 10        |        | 680 606                    | 44,18                      | -                          | 726 161                | 47,14                  | 10                     | 119 537                 | 7,76                    | -                       | 14 192               | 0,92                 | -                    | 1 540 496 |
| Massachusetts     | 14        |        | 1 057 631                  | 41,90                      | 14                         | 1 053 802              | 41,75                  | -                      | 382 539                 | 15,15                   | -                       | 22 038               | 0,87                 | -                    | 2 524 298 |
| Michigan          | 21        |        | 1 915 225                  | 48,99                      | 21                         | 1 661 532              | 42,50                  | -                      | 275 223                 | 7,04                    | -                       | 41 597               | 1,06                 | -                    | 3 909 725 |
| Minnesota         | 10        |        | 873 241                    | 42,56                      | -                          | 954 174                | 46,50                  | 10                     | 174 990                 | 8,53                    | -                       | 31 592               | 1,54                 | -                    | 2 051 953 |
| Mississippi       | 7         |        | 441 089                    | 49,42                      | 7                          | 429 281                | 48,09                  | -                      | 12 036                  | 1,35                    | -                       | 5 465                | 0,61                 | -                    | 892 620   |
| Missouri          | 12        |        | 1 074 181                  | 51,16                      | 12                         | 931 182                | 44,35                  | -                      | 77 920                  | 3,71                    | -                       | 14 422               | 0,69                 | -                    | 2 099 824 |
| Montana           | 4         |        | 206 814                    | 56,82                      | 4                          | 118 032                | 32,43                  | -                      | 29 281                  | 8,05                    | -                       | 9 825                | 2,70                 | -                    | 363 952   |
| Nebraska          | 5         |        | 419 937                    | 65,53                      | 5                          | 166 851                | 26,04                  | -                      | 44 993                  | 7,02                    | -                       | 9 073                | 1,42                 | -                    | 640 854   |
| Nevada            | 3         |        | 155 017                    | 62,54                      | 3                          | 66 666                 | 26,89                  | -                      | 17 651                  | 7,12                    | -                       | 4 358                | 1,76                 | -                    | 247 885   |
| New Hampshire     | 4         |        | 221 705                    | 57,74                      | 4                          | 108 864                | 28,35                  | -                      | 49 693                  | 12,94                   | -                       | 2 067                | 0,54                 | -                    | 383 999   |
| New Jersey        | 17        |        | 1 546 557                  | 51,97                      | 17                         | 1 147 364              | 38,56                  | -                      | 234 632                 | 7,88                    | -                       | 20 652               | 0,69                 | -                    | 2 975 684 |
| New York          | 41        |        | 2 893 831                  | 46,66                      | 41                         | 2 728 372              | 43,99                  | -                      | 467 801                 | 7,54                    | -                       | 52 648               | 0,85                 | -                    | 6 201 959 |
| Nyugat-Virginia   | 6         |        | 334 206                    | 45,30                      | -                          | 367 462                | 49,81                  | 6                      | 31 691                  | 4,30                    | -                       | 4 356                | 0,59                 | -                    | 737 715   |
| Ohio              | 25        |        | 2 206 545                  | 51,51                      | 25                         | 1 752 414              | 40,91                  | -                      | 254 472                 | 5,94                    | -                       | 49 033               | 1,14                 | -                    | 4 283 603 |
| Oklahoma          | 8         |        | 695 570                    | 60,50                      | 8                          | 402 026                | 34,97                  | -                      | 38 284                  | 3,33                    | -                       | 13 828               | 1,20                 | -                    | 1 149 708 |
| Oregon            | 6         |        | 571 044                    | 48,33                      | 6                          | 456 890                | 38,67                  | -                      | 112 389                 | 9,51                    | -                       | 25 838               | 2,19                 | -                    | 1 181 516 |
| Pennsylvania      | 27        |        | 2 261 872                  | 49,59                      | 27                         | 1 937 540              | 42,48                  | -                      | 292 921                 | 6,42                    | -                       | 33 263               | 0,73                 | -                    | 4 561 501 |
| Rhode Island      | 4         |        | 154 793                    | 37,20                      | -                          | 198 342                | 47,67                  | 4                      | 59 819                  | 14,38                   | -                       | 2 458                | 0,59                 | -                    | 416 072   |
| Tennessee         | 10        |        | 787 761                    | 48,70                      | 10                         | 783 051                | 48,41                  | -                      | 35 991                  | 2,22                    | -                       | 7 116                | 0,44                 | -                    | 1 617 616 |
| Texas             | 26        |        | 2 510 705                  | 55,28                      | 26                         | 1 881 147              | 41,42                  | -                      | 111 613                 | 2,46                    | -                       | 37 643               | 0,83                 | -                    | 4 541 637 |
| Utah              | 4         |        | 439 687                    | 72,77                      | 4                          | 124 266                | 20,57                  | -                      | 30 284                  | 5,01                    | -                       | 7 226                | 1,20                 | -                    | 604 222   |
| Új-Mexikó         | 4         |        | 250 779                    | 54,97                      | 4                          | 167 826                | 36,78                  | -                      | 29 459                  | 6,46                    | -                       | 4 365                | 0,96                 | -                    | 456 237   |
| Vermont           | 3         |        | 94 598                     | 44,37                      | 3                          | 81 891                 | 38,41                  | -                      | 31 760                  | 14,90                   | -                       | 1 900                | 0,89                 | -                    | 213 207   |
| Virginia          | 12        |        | 989 609                    | 53,03                      | 12                         | 752 174                | 40,31                  | -                      | 95 418                  | 5,11                    | -                       | 12 821               | 0,69                 | -                    | 1 866 032 |
| Washington        | 9         |        | 865 244                    | 49,66                      | 9                          | 650 193                | 37,32                  | -                      | 185 073                 | 10,62                   | -                       | 29 213               | 1,68                 | -                    | 1 742 394 |
| Wisconsin         | 11        |        | 1 088 845                  | 47,90                      | 11                         | 981 584                | 43,18                  | -                      | 160 657                 | 7,07                    | -                       | 29 135               | 1,28                 | -                    | 2 273 221 |
| Wyoming           | 3         |        | 110 700                    | 62,64                      | 3                          | 49 427                 | 27,97                  | -                      | 12 072                  | 6,83                    | -                       | 4 514                | 2,55                 | -                    | 176 713   |

### Szoros eredmények
A különbség 1% alatt volt:
1. Massachusetts, 0,15% (3 829 szavazat)
2. Tennessee, 0,29% (4 710 szavazat)
3. Arkansas, 0,61% (5 123 szavazat)

A különbség 5% alatt volt:
1. Alabama, 1,30% (17 462 szavazat)
2. Mississippi, 1,32% (11 808 szavazat)
3. Kentucky, 1,46% (18 857 szavazat)
4. Dél-Karolina, 1,53% (13 647 szavazat)
5. Hawaii, 1,90% (5 767 szavazat)
6. Észak-Karolina, 2,12% (39 383 szavazat)
7. Delaware, 2,33% (5 498 szavazat)
8. New York, 2,67% (165 459 szavazat)
9. Maryland, 2,96% (45 555 szavazat)
10. Maine 1-es körzet, 3,15% (8 661 szavazat)
11. Maine, 3,36% (17 548 szavazat)
12. Maine 2-es körzet, 3,73% (8 887 szavazat)
13. Minnesota, 3,94% (80 933 szavazat)
14. Nyugat-Virginia, 4,51% (33 256 szavazat)
15. Wisconsin, 4,72% (107 261 szavazat)

A különbség 5% és 10% között volt:
1. Louisiana, 5,45% (84 400 szavazat)
2. Vermont, 5,96% (12 707 szavazat)
3. Michigan, 6,49% (253 693 szavazat)
4. Missouri, 6,81% (142 999 szavazat)
5. Pennsylvania, 7,11% (324 332 szavazat)
6. Illinois, 7,93% (376 636 szavazat)
7. Connecticut, 9,64% (135 478 szavazat)
8. Oregon, 9,66% (114 154 szavazat)

#### Statisztika
A republikánusok legmagasabb szavazati arányú megyéi:
1. Banner megye (Nebraska) 90,41%
2. Madison megye (Idaho) 88,41%
3. McIntosh megye (Észak-Dakota) 86,01%
4. McPherson megye (Dél-Dakota) 85,60%
5. Franklin megye (Idaho) 85,31%

A demokraták legmagasabb szavazati arányú megyéi:
1. Macon megye (Alabama) 80,10%
2. Hancock megye (Georgia) 78,50%
3. Duval megye (Texas) 77,91%
4. Jefferson megye (Mississippi) 77,84%
5. Greene megye (Alabama) 77,09%

## Külső linkek
- The Election Wall's 1980 Election Video Page
- 1980 popular vote by counties
- 1980 popular vote by states
- 1980 popular vote by states (with bar graphs)
- Campaign commercials from the 1980 election
- How close was the 1980 election? a Wayback Machine-ben (archiválva 2012. augusztus 25-i dátummal)—Michael Sheppard, Massachusetts Institute of Technology
- Portrayal of 1980 presidential elections in the U.S. by the Soviet television
- Election of 1980 in Counting the Votes Archiválva 2016. március 11-i dátummal a Wayback Machine-ben.